# Municipio de Huajicori
El municipio de Huajicori es uno de los 20 municipios en que se divide para su régimen interior el estado mexicano de Nayarit. Se encuentra localizado en el extremo norte del mismo y su cabecera municipal es el pueblo del mismo nombre.

## Geografía

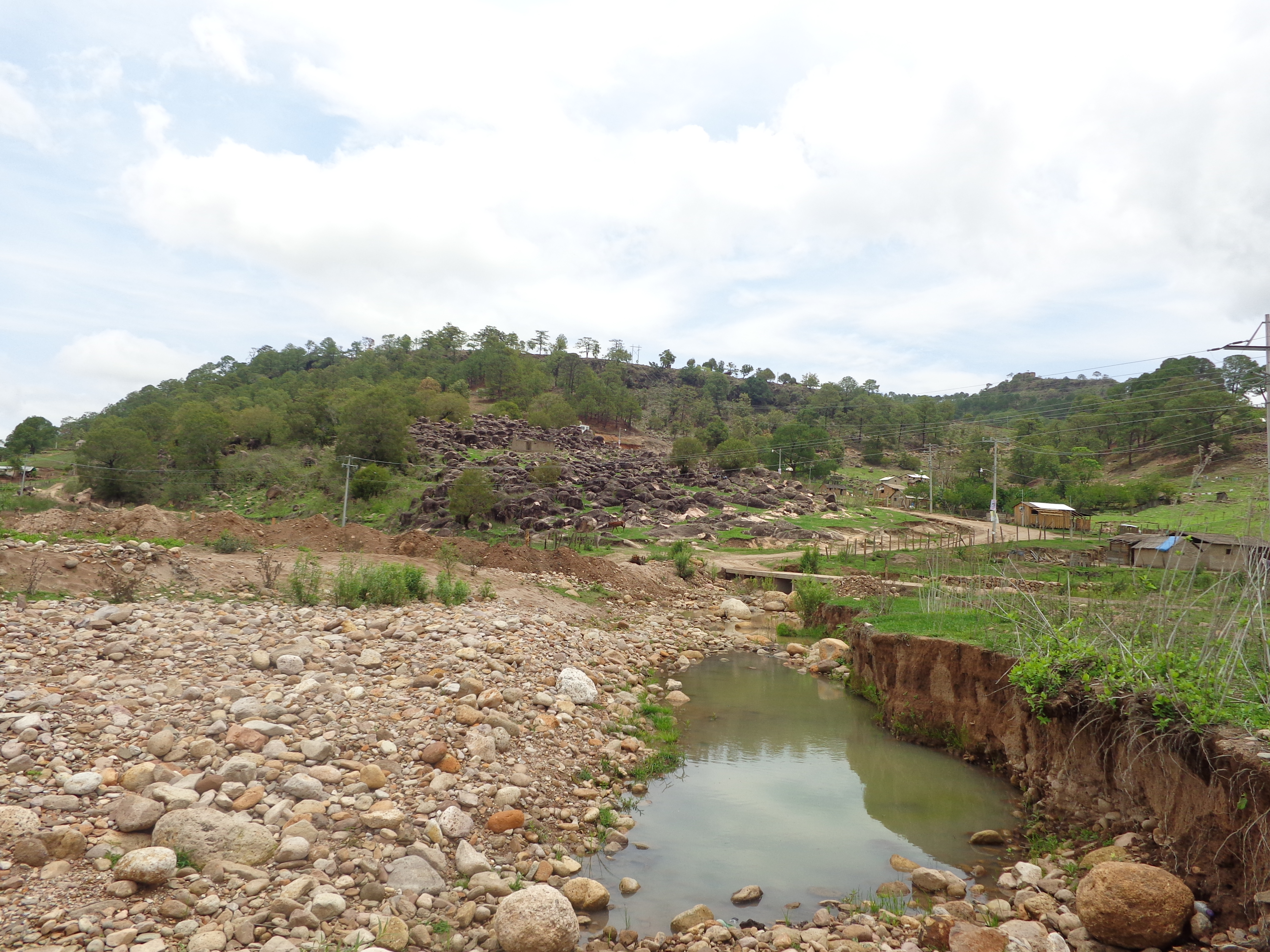
Río en Huajicori

El municipio se localiza dentro de la región serrana del estado y a su extremo norte, en las coordenadas extremas 22° 32' - 23° 06' de latitud norte y 104° 52' - 105° 32' de longitud oeste y su altitud fluctúa entre 2100 y 100 metros sobre el nivel del mar.
Su extensión territorial, es de 2229.55 km² que representan el 9.43 % de la superficie total del estado.
Limita al sur con el municipio de Acaponeta; al norte y al oriente con el estado de Durango, en particular con el municipio de Mezquital y al poniente con el estado de Sinaloa, donde sus límites corresponden a los municipios de Escuinapa y Rosario.

### Orografía e hidrografía
La región municipal se encuentra enclavada en la Sierra Madre Occidental, por lo que el terreno es altamente accidentado, las principales elevaciones montañosas son los cerros Sapo Grande con 2180 m s. n. m.; El Toloache con 2060 m s. n. m.; y Cajones con 1880 m s. n. m. Las regiones semiplanas abarcan, aproximadamente, el 5 % de la superficie del municipio.
Por el municipio escurren los ríos Acaponeta, Las Cañas y El Riecito, que son de caudal permanente, seis manantiales y una pequeña laguna llamada La Catalina.

### Clima y ecosistemas

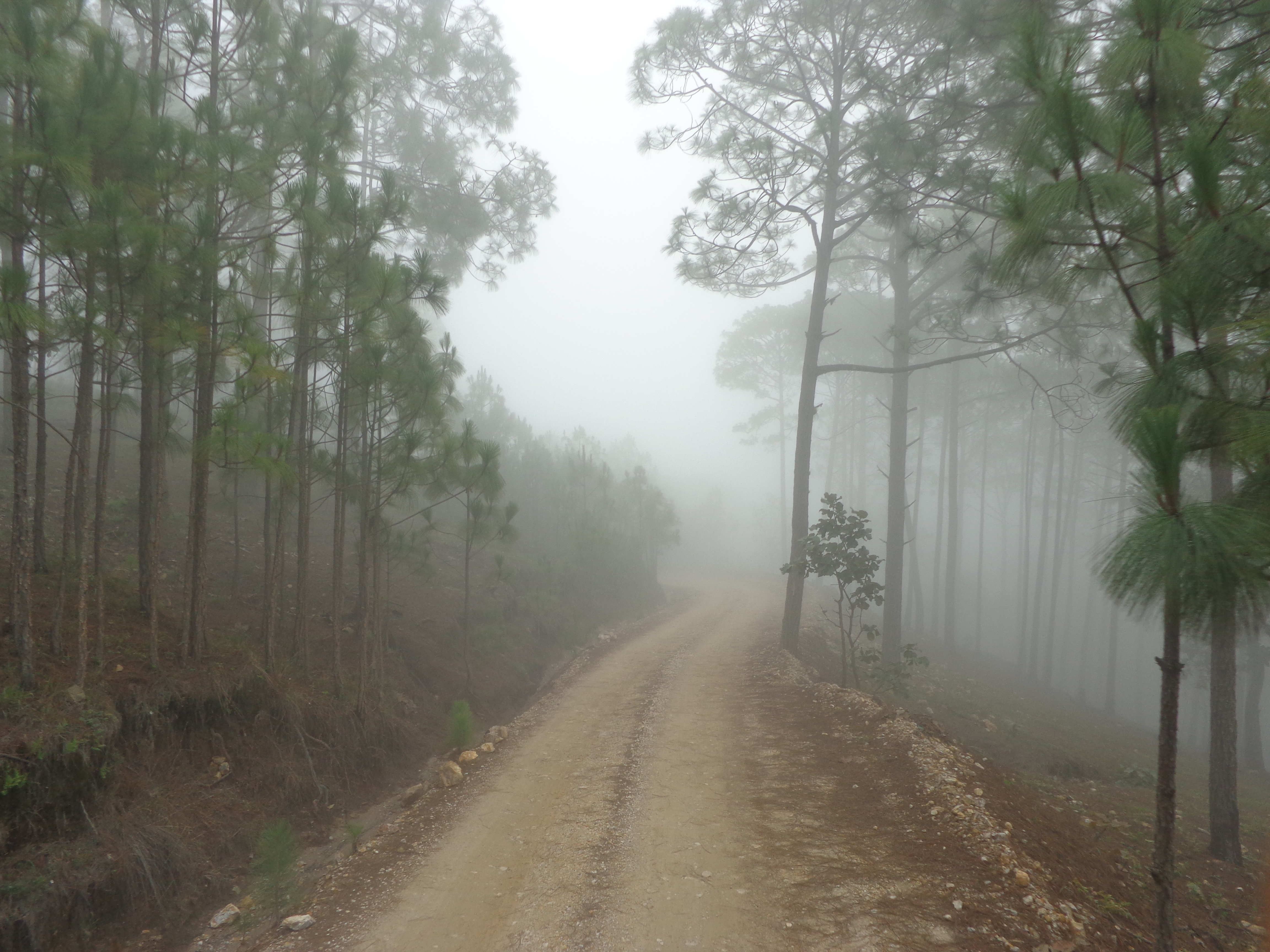
Sierra de Huajicori

Su clima es cálido, semicálido y, en una pequeña porción de la región serrana, templado. La precipitación media anual es de 1478 mm, 92 % de ellos se precipitan en los meses de julio a septiembre. La temperatura media anual es de 23.1 °C.
Los bosques maderables de encino, pino y cedro, cubren una buena superficie del municipio, sobre todo en la región serrana, pero por lo accidentado del terreno no se puede tener acceso para su óptima explotación. Se cuenta con zonas de selva y pastizales, además de una fauna silvestre constituida por venados, pumas, tigrillos, jabalíes, linces, conejos, armadillos, tejones, palomas de collar, perdices y guajolotes silvestres.

### Recursos naturales
El municipio es rico en minerales, de donde se extrae principalmente plomo, oro y plata. Actualmente, sólo se explotan yacimientos pequeños que, por falta de infraestructura para la exploración y explotación, no son suficientemente aprovechados.
Se practica la agricultura en el 1.17 % de la superficie municipal, destinándose a los cultivos básicos de maíz, frijol, jamaica y árboles frutales. Las zonas de pastizales que representan el 5.43 % de la superficie, son utilizadas para la ganadería, actividad importante en el municipio. Los bosques y las selvas cubren el 56 % y 36.8 % de la extensión municipal, respectivamente.

## Demografía
Según el Censo de Población y Vivienda de 2010 realizado por el Instituto Nacional de Estadística y Geografía, la población del municipio de Huajicori es 11 400 habitantes, de los cuales 5818 son hombres y 5582 son mujeres.

### Localidades
El municipio tiene un total de 262 localidades. Las principales localidades y su población son las siguientes:

|-
| Huajicori || 3004
|-
| San Andrés Milpillas || 640
|-
| Quiviquinta || 500
|-
| San Francisco del Caimán || 340
|-
| Santa María de Picachos || 318
|-
| El Riíto || 314
|-
| Mineral de Cucharas || 298
|-
| Guamuchilar || 281
|-
| Mesa de los Ricos || 246
|-
| La Estancia || 237
|-
| Contadero || 200
|-
| Zonteco || 182
|-
|- El Rodeo de Arriba||

## Política
El gobierno del municipio el corresponde al Ayuntamiento, electo por voto popular, directo y secreto para un periodo de tres años no reelegibles de forma inmediata pero si de manera no continua, el ayuntamiento está integrado por el presidente municipal, el Síndico y un cabildo formado por cinco regidores de mayoría; se eligen además dos regidores de representación proporcional. Todos entran a ejercer su cargo el día 17 de septiembre del año de la elección.

### Representación legislativa
Para la elección de Diputados al Congreso de Nayarit y al Congreso de la Unión, el municipio de Huajicori se encuentra integrado de la siguiente manera:
Local:
- Distrito electoral local 18 de Nayarit con cabecera en Acaponeta.[5]

Federal
- Distrito electoral federal 1 de Nayarit con cabecera en Santiago Ixcuintla.[6]